# 聖米格爾 (桑坦德省)

聖米格爾（西班牙語：San Miguel），是哥倫比亞的城鎮，位於該國東北部桑坦德省，始建於1763年1月28日，面積115平方公里，海拔高度2,121米，2005年人口2,592，人口密度每平方公里22.54人。